# Ensalada malagueña

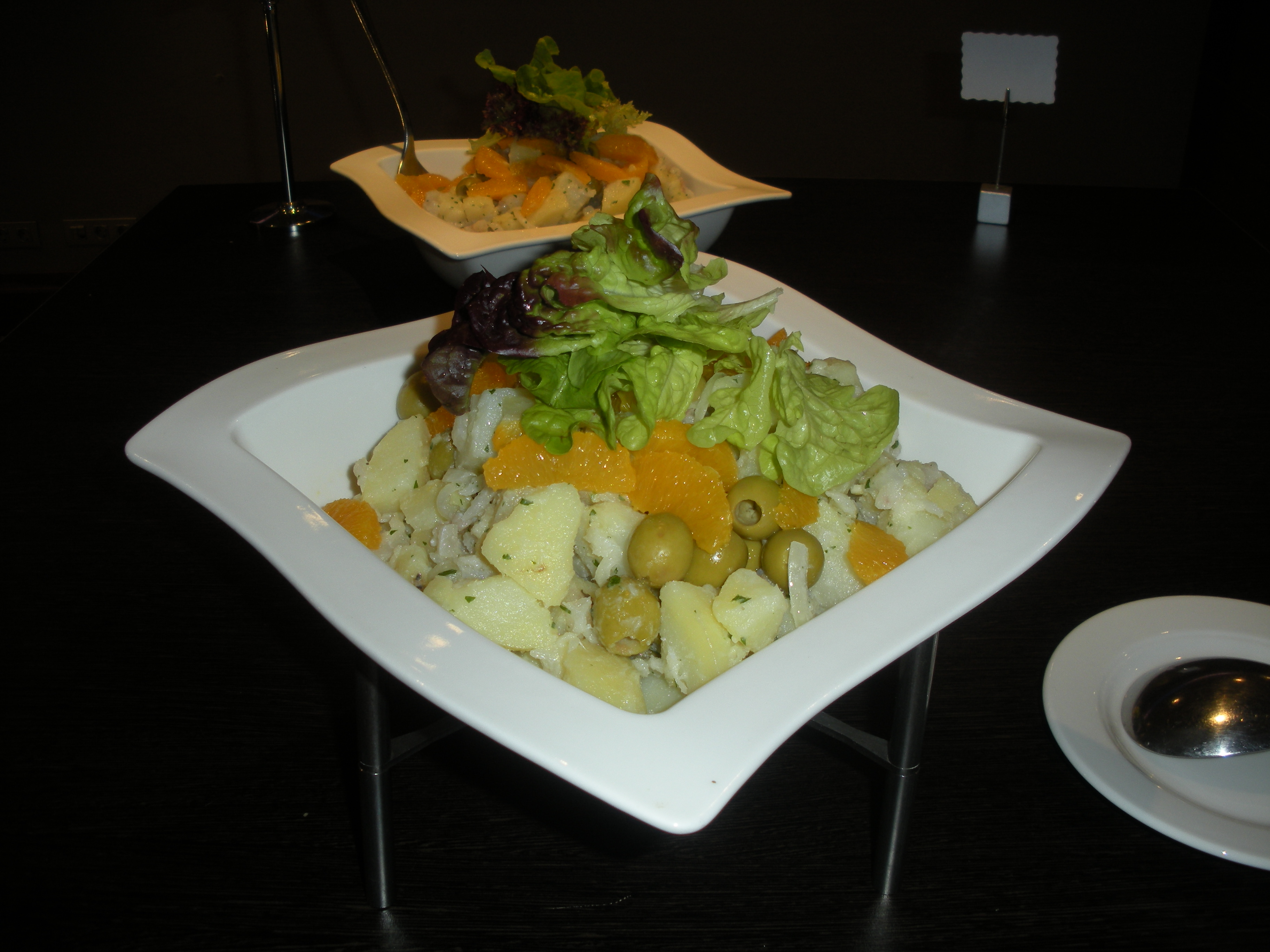
Ensalada malagueña.

La ensalada malagueña o, antiguamente en Málaga salmorejo (no confundir con el salmorejo cordobés de tomate o el guiso de carnes de caza), es un plato de la gastronomía de Andalucía típico de la provincia de Málaga. Se trata de una ensalada de verano que se realiza a base de patatas cocidas, naranja (en origen naranja cachorreña), cebolleta cortada fina, bacalao desalado y aceitunas verdes (aloreñas, enteras o partidas). Se sazona como cualquier otra ensalada. Este plato es muy parecido al remojón. Una variante es con bacalao